# さいたま緑の森博物館

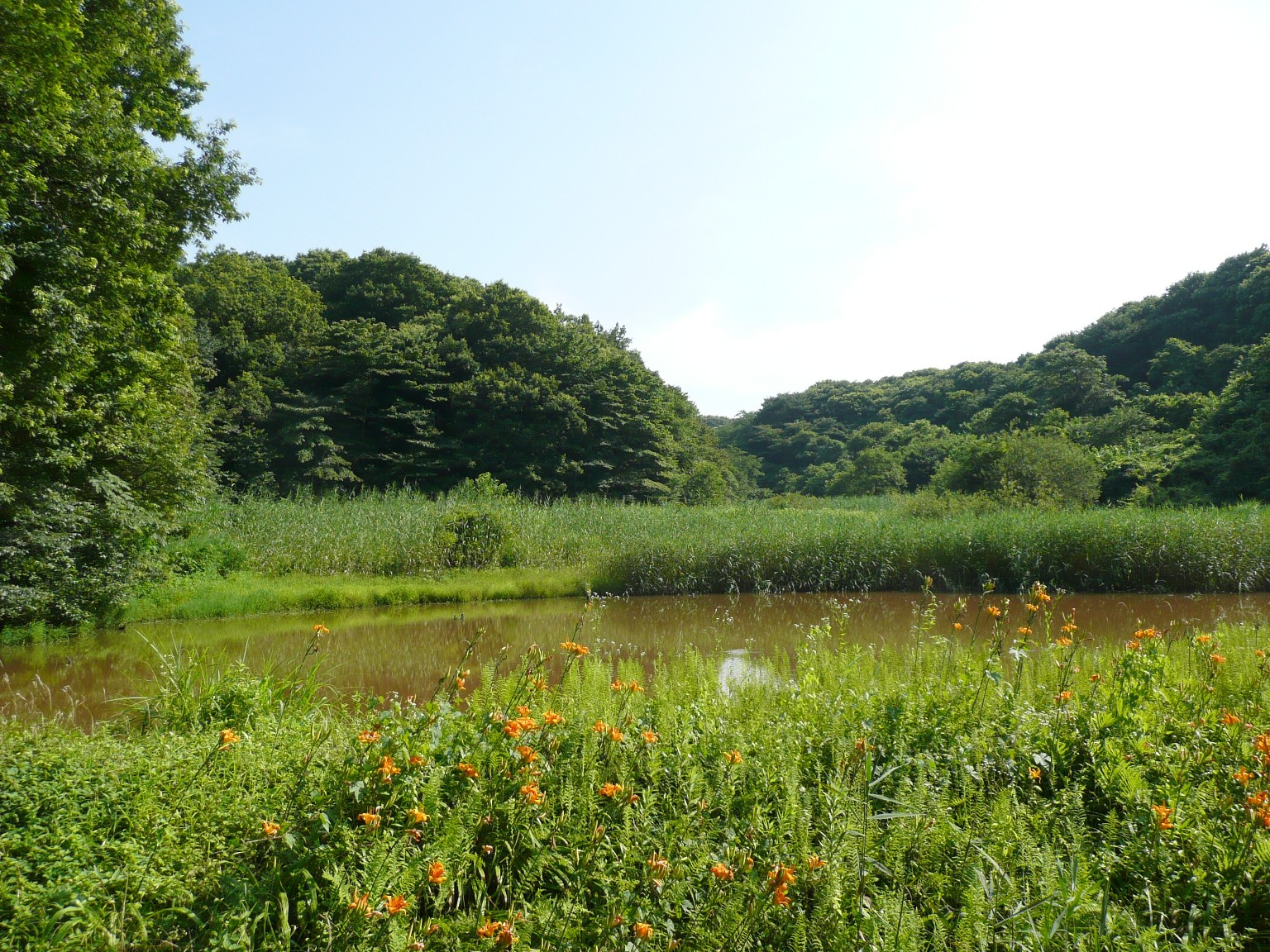
案内所脇にある「水鳥の池」（2008年7月）

さいたま緑の森博物館（さいたまみどりのもりはくぶつかん）は、埼玉県入間市宮寺地区(65ha)・所沢市糀谷・堀之内地区(20.5ha)にある県立の博物館(合計面積85.5ha)。

## 概要
狭山湖の北岸、狭山丘陵の一角に位置し、埼玉県立狭山自然公園の中にある。狭山丘陵の自然や雑木林そのものを野外展示物として自然観察の場として活用する場を目的とした博物館である。施設は案内所の小規模な建物のみで屋内展示物は少ないが、敷地内には雑木林や湿地、ため池などがあり、遊歩道を歩いて生息する動植物を観察したりすることができる。里山の野外展示であるが、里山景観公園ではなく、茶畑や果樹園、野菜畑など、地元農家による生産農地も含めた、いわゆる生きた野外博物館（フィールドミュージアム）である。定期的な自然観察会や稲作体験教室、雑木林体験教室も開催されている。入館無料。
さいたま緑の森博物館では、入間市域と所沢市域で異なる管理方式をとっている。入間市域では、指定管理会社委託方式により博物館の運営管理を行っている。入間市域では博物館設立以来、博物館活動を支えるさまざまなボランティア組織が存在する。稲作体験教室では、地元住民による「稲仲の会」、自然観察会のリピーター、「早稲田大学匠の会」等、雑木林体験教室では、特定非営利活動法人「埼玉森林サポータークラブ」がそれぞれの専門分野で協力している。
一方、所沢市域では、2004年12月18日に設立された地元の「糀谷八幡湿地保存会」が全面開館まで運営管理を直接行っている。糀谷八幡湿地保存会は、会員数約40名で、糀谷八幡神社の宮司と氏子、および地元住民のほか、地域の研究者・NPOもメンバーとなっている。
2008年11月、入間市域では、博物館活動を自主的に支える「緑の森倶楽部」（事務局は案内所内）が結成された。緑の森倶楽部は、さいたま緑の森博物館の活動に関わる人たちの「友の会」としての組織で､自主的な自然環境調査や自然観察会等のイベント企画・実施を行っている。構成メンバーは、博物館の設立時以来、博物館主催で開催していた自然観察会の講師や、自然観察会、里山教室、体験教室などのイベント等に参加した地域の市民が友の会に参画している。

## 基本方針
さいたま緑の森博物館の基本方針
1. 丘陵地の雑木林を保全し、自然そのものを野外展示物として自然観察等に活用する計画とする。
2. 自然観察に適したポイントについては、観察しやすいように環境整備を行い、身近な自然の意義や人と自然とのかかわりを、豊かな自然の中で学ぶことのできる計画とする。
3. 自然環境の復元・創造の手法をとりながら、人と自然とのふれあいの場として積極的な有効活用を図る計画とする。

## ゾーニング
さいたま緑の森博物館の大別された3ゾーン
1. 植生遷移展示ゾーン
人為的な影響を極力取り除き、自然の植生が遷移する様子を観察するための区域。
2. 雑木林展示ゾーン
適正に管理された武蔵野の雑木林を観察するための区域。
3. ふるさと景観展示ゾーン
自然とふれあいながら、丘陵地の特徴的な地形や植生を観察するための区域。

## 主要施設

### 入間市域
案内所、水鳥の池、湿性園、駐車場、多目的広場、展望広場、大谷戸湿地、トンボの湿地、雑木林広場、疎林広場、西久保湿地、西久保田んぼ、自然観察路、休憩施設等。
整備計画期間 第一期（入間市域）1987年度～1994年度

### 所沢市域
八幡湿地、八幡田んぼ、八幡田んぼ広場、自然観察路等。
整備計画期間 第二期（所沢市域）1995年度～1998年度（当初）しかし、6割程度の用地確保にとどまり、1998年度までの開館が出来ないまま整備は大きく遅れる事となった。
その後、2012年8月27日、埼玉県は博物館の第二期整備予定地の一部を所有する西武鉄道、トトロのふるさと基金、所沢市、入間市と協定を結び、狭山丘陵の保全活動に取り組むことになり、2013年4月に全面開館した。その後の保全活動に関しては、2012年9月2日に設置した「さいたま緑の森博物館保全活用協議会」で協議を進めていく事となった。

## 交通

### 入間市域
- 西武池袋線小手指駅からバス約25分。荻原バス停下車、徒歩約10分。
- 駐車場あり（入間市域のみ）

### 所沢市域
- 西武池袋線小手指駅からバス約23分。糀谷バス停下車、徒歩約6分。

## 自然環境
さいたま緑の森博物館は、生産農地や雑木林のある、生きた野外博物館（フィールドミュージアム）である。博物館の大部分を占める樹林地は、代償植生としてのコナラ林であり、全域にわたって分布している。コナラ林は狭山丘陵の代表的な木本群落であり、丘陵の尾根筋から斜面、谷沿いに広がり、入間市域および所沢市域まで見られる。また代表的な谷戸には休耕田に起因する湿地が広がっている。入間市域には大谷戸湿地、西久保湿地、小ケ谷戸湿地、所沢市域には八幡湿地がある。大谷戸湿地と西久保湿地では谷戸地形の谷戸頭から谷戸尻までの距離が長く、特に湿性植物群落が分布している。湿地の植生ではミゾソバ群落、ヨシ群落、ミヤマシラスゲ群落が分布している。湿地のうち、水田して活用しているのは西久保湿地と八幡湿地の谷戸尻部分である。
博物館内の植物の種類は、埼玉県による調査報告書(1998年）によれば、123科696種が記録されている。哺乳類はアズマモグラ、アブラコウモリ、ヤマコウモリ、ノウサギなど8科11種、鳥類は32科123種、両生類はヤマアカガエルやニホンアカガエルなど6科8種、爬虫類はニホントカゲやカナヘビ、ジムグリなど5科8種、魚類は5科12種、水生昆虫は22科31種が記録されている。

## 歴史
1986年11月、狭山丘陵の自然保護活動を進めていた環境保護市民運動団体「狭山丘陵の自然と文化財を考える連絡会議（1981年設立）」と「狭山丘陵を市民の森にする会（1981年設立）」は、連名で埼玉県に対し狭山丘陵の活用と保全の基本計画をまとめた『雑木林博物館構想』（90頁のレポート）を提示した。それを受けた埼玉県は、1990年に知事決裁を以て保全計画を確約した。その間、環境保護団体と埼玉県自然保護課（当時）は、協同により当該地の調査に基づき、基本計画、実施計画について室内や現地での協議を重ね、1995年7月、「雑木林博物館構想」は、ほぼ中身どおりに「緑の森博物館」として実現した。
しかし、オープン前から博物館の予定地では、マウンテンバイクや犬の訓練、違法な魚の放流等の事例が相次いでいた。そのため、緑の森博物館が、狭山丘陵の自然環境と歴史的環境の保全に向けた博物館として維持されるよう、1995年5月、狭山丘陵の自然と文化財を考える連絡会議およびトトロのふるさと基金は、緑の森博物館の管理運営に関する考え方を埼玉県に提出した。その内容は、以下の4項目を基本原則としている。
1. 里山景観を保全する。
2. 生物多様性を保全する。
3. 来訪者による利用は環境学習、自然観察に限る。
4. 計画的かつ効果的な管理を行う。